# Saison 1934-1935 de la Juventus FC
Maillots
Chronologie
Saison précédente Saison suivante
La saison 1934-1935 du Foot-Ball Club Juventus est la trente-troisième de l'histoire du club, créé trente-huit ans plus tôt en 1897.
Le club turinois prend part ici à la 35e édition du championnat d'Italie (6e de Serie A), ainsi qu'à la 9e édition de la Coupe d'Europe centrale.

## Historique
Quadruple championne en titre, La Juventus, présidée par Edoardo Agnelli et entraînée sur le banc par Carlo Carcano, tente à nouveau de conquérir le scudetto ainsi qu'une place en finale européenne.
À la suite du départ du portier emblématique de la Dame Gianpiero Combi, deux nouveaux gardiens de but arrivent dans l'effectif, Attilio Bulgheri et Eugenio Staccione. En défense arrive un futur grand joueur du club, le charismatique Alfredo Foni, tandis que Luciano Ramella et Pietro Serantoni viennent renforcer le milieu de terrain. L'attaque, est elle renforcée avec de nombreuses arrivées, à savoir Lino Cason, Armando Diena, Guglielmo Gabetto ainsi que Alberto Tiberti.
La Juve ouvre sa saison le dimanche 30 septembre 1934 en affrontant Brescia à l'extérieur sur leurs terres, remportant le match 2-0 grâce à des réalisations de Borel et Serantoni. Après ensuite deux victoires et un nul, le club turinois perd le premier match de sa saison lors de la 5e journée à Rome contre la Lazio, sur le score de 5 buts à 3 (avec des buts juventini de Cesarini et Serantoni sur doublé). Le dimanche suivant, la Juventus se ressaisit en battant l'Ambrosiana-Inter 1 but à rien grâce à Ferrari au Stade Benito Mussolini. L'équipe piémontaise termine ensuite son année avec 2 succès, une défaite et un match nul. Pour la première rencontre de 1935, les bianconeri jouent à Palerme le 6 janvier, les deux clubs se quittant sur un score vierge. Il s'ensuit trois victoires d'affilée, jusqu'au 3 février, où pour la première fois de l'histoire, le FBC Juventus réalise trois matchs nuls de suite, 0 à 0.
Entre-temps, l'entraîneur du club depuis la saison 1930-1931 Carlo Carcano (dit « l'entraîneur aux 1000 victoires ») finit par être licencié le 16 décembre, officiellement pour « motifs personnels »,, et fut remplacé en intérim pour la fin de saison par l'ancienne vedette juventina Carlo Bigatto et par un autre ancien du club, Benedetto Gola.
Lors de la 18e journée, l'effectif remporte un large succès 4 buts à 0 contre les génois du Sampierdarenese (buts de Borel, Orsi et Cesarini), puis remporte son derby della Mole contre le Torino la semaine suivante, par 3 à 1 (réalisations de Borel, Monti et Orsi sur penalty), et se venge ensuite de l'humiliation subite par la Lazio lors de la phase aller, en les écrasant au retour 6-1 (avec un triplé de Ferrari et des buts d'Orsi, Depetrini et Borel). Les bianconeri terminent ensuite leur phase retour sans aucune défaite, jouant leur dernier match comptant pour la 30e journée le 2 juin 1935 contre leur principal poursuivant et prétendant au titre, les florentins de la Fiorentina. Ce fut finalement Ferrari qui offrit le but décisif de la victoire 1-0 pour ce dernier match, au Stadio Giovanni Berta à Florence.
Pour la 5e fois d'affilée, le Foot-Ball Club Juventus termine champion d'Italie de la Serie A (nouveau record du football italien qui tiendra pendant 75 ans, jusqu'en 2010). Avec 44 points inscrits (18 victoires, 8 matchs nuls et 4 défaites), le club juventino termine meilleure défense de la compétition (avec 22 buts encaissés) pour la 3e fois d'affilée, et achève avec succès sa période magique du Quinquennat d'or.
Le journaliste Bruno Roghi raconte ce cinquième scudetto bianconero de suite dans un article de La Gazzetta dello Sport du 4 juin 1935 :

« Encore une fois l'éloge de la discipline et de la volonté. Encore une fois la reconnaissance que la Juventus, en parlant peu et à voix basse, comme le font les bonnes familles, ne perd pas parce qu'elle ne se disperse pas. Les victoires, sont pour elle des numéros à mettre en file et à additionner, ne servent pas à bavarder. C'est une équipe, et une société, qui quand elle gagne exulte, lorsqu'elle perd réfléchie. D'autres délirent quand ils gagnent, et sont abattus lorsqu'ils perdent. Le métier, pour la Juventus, signifie ceci : l'avenir d'une victoire peut s'appeler défaite, mais l'avenir d'une défaite doit s'appeler revanche… Mais la Juventus a eu à dire quelque chose de différent. Elle a dit que les matchs peuvent se gagner ou se perdre sur le terrain selon les lois variables qui président les jeux de balle, qu'il s'agisse de petites boules d'ivoire ou de balles de cuir. Mais elle a dit que les championnats se perdent ou se gagnent, essentiellement, avec le social. Les victoires sportives ne sont pas seulement des faits techniques, ou esthétiques. Elles sont des faits moraux. Sous ce point de vue, la Juventus est bien restée cadrée. Bien pour sois-même, bien pour ses adversaires, bien pour le sport national. »

Ce cinquième titre, fut le dernier du Quinquennat d'or, période dorée du club, devenu aimé de tout le pays.

« Le lien entre la famille Agnelli et la Juventus, joints par cinq scudetti au début des années trente, ont posé les bases de ce qui sera le football italien dans la seconde moitié du dernier siècle. Il fera simplement de l'équipe bianconera la fiancée d'Italie, la reine indiscutée de notre football, aimée par des millions de tifosi du nord au sud de la péninsule [...]. »

— Guido Luguori et Antonio Smargiasse, Calcio e Neocalcio: Geopolitica e prospettive del football in Italia, 2003
Le 7 juillet 1935 fut ensuite offert au club par le CONI (Comité national olympique italien) la Medaglia di Bronzo al Valore Atletico pour l'honneur d'avoir été le premier club à remporter cinq titres consécutifs.

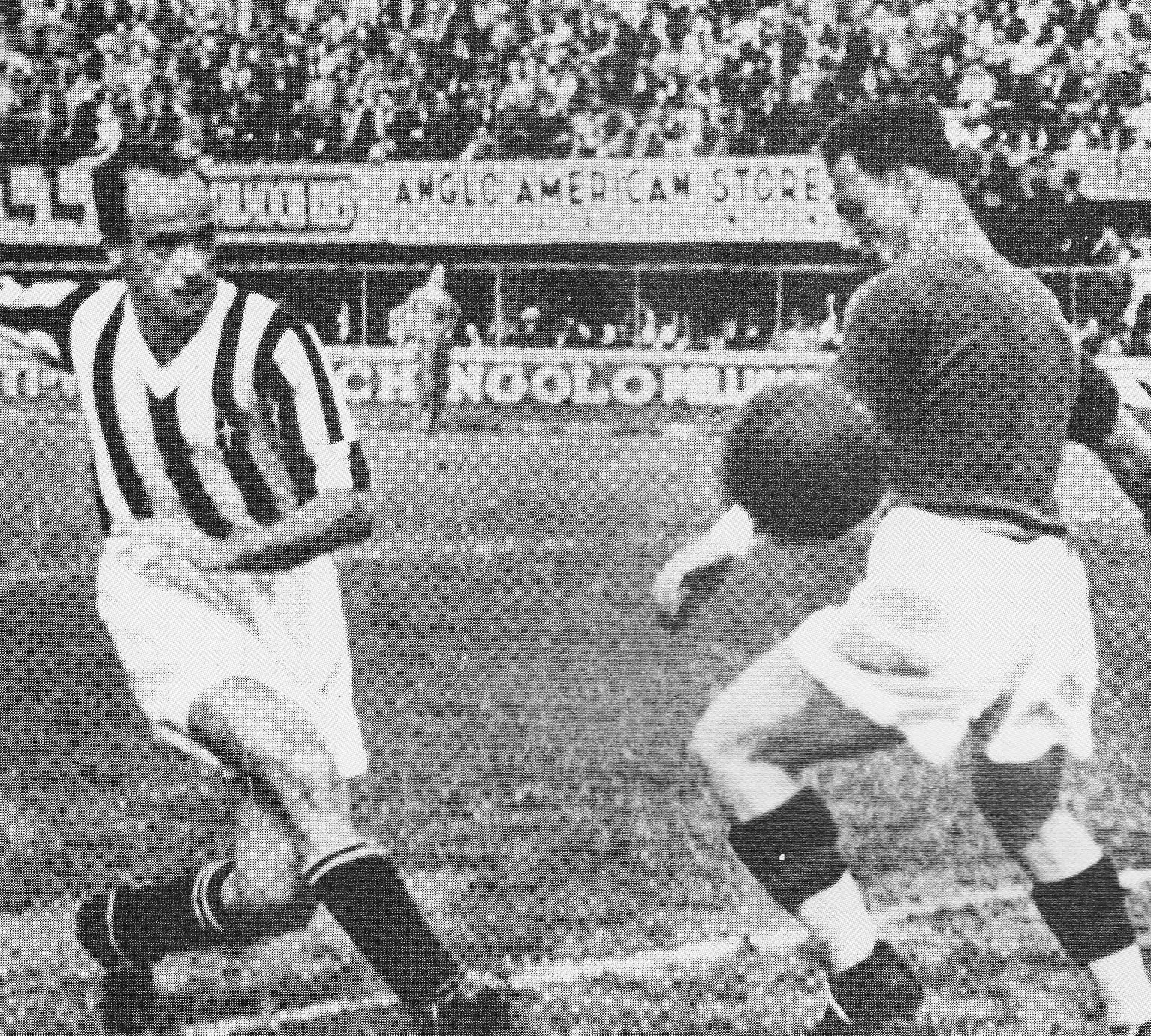
Giovanni Ferrari marque sur le terrain de Florence que le but dans les dernières minutes du dernier journée, elle a donné la Juve du Quinquennat son dernier titre.

À la suite de ce quintuplé rentrant dans les annales du football italien, Madame tente à nouveau d'être sacrée sur le continent. En prenant part à la Coupe d'Europe centrale quelques semaines après la fin du championnat, l'équipe bianconera se retrouve en huitième-de-finale confrontée aux tchécoslovaques du Viktoria Plzeň. Le premier match européen de l'année pour la Juventus se solde sur un nul 3 buts partout (avec des buts juventini de Borel sur doublé et Ferrari), mais le retour voit finalement l'équipe turinoise écraser les tchèques 5 buts à 1 (avec deux doublés de Ferrari et Borel et un but de Diena). En quarts-de-finale, la Juventus est confrontée aux hongrois du Hungária Football Club et s'impose 3 à 1 à Budapest à la suite de buts de Ferrari, Gabetto et Diena. À la suite d'un nul au retour 1 but partout (but de Ferrari), la Juve est se qualifie pour la 4e fois de suite pour les demi-finales du tournoi, et se retrouve à nouveau face à des tchécoslovaques, les géants continentaux du Sparta Prague. Après une défaite au match aller 2 buts à 0 puis une victoire au retour 3-1 à Turin (avec un but de la nouvelle recrue Prendato puis un doublé de Borel), un match d'appui doit avoir lieu pour déterminer le vainqueur. Sur terrain neutre à Bâle en Suisse, la Juve se fait finalement écraser 5 à 1 au Nordsten Stadion (malgré Foni qui sauva l'honneur sur penalty).
À la suite de l'énorme impact social généré par cet âge d'or avec ses succès, premiers d'Italie gérés au niveau professionnel, la société bianconera est désormais la plus supportée d'Italie, grâce au « généreux patronage de la dynastie Agnelli, singulier esprit sportif avec le style Juventus, considéré comme modèle de rigueur, de discipline et stabilité établie par Edoardo Agnelli, symbolisé par les Trois S (Simplicité, Sérieux, Sobriété), ainsi qu'un soutien très vaste des tifosi à travers tout le pays ». Cette période a permis la diffusion d'un nouveau type de gestion au niveau de la direction du club ainsi que dans le schéma tactique, en comparaison au reste du football italien, la Juventus l'ayant rendue « plus techniquement et tactiquement homogène, contribuant à rendre la sélection [...] reine du football mondial dans les années trente », selon l'historien du sport Antonino Fugardi.
C'est également au cours de cette période que l'on commença à surnommer l'équipe la Vieille Dame (en italien Vecchia Signora), jeu de mots sur la Dame (en référence à la Juventus, aimée de toute la péninsule) et sur l'âge avancé des joueurs clés du club (Luigi Bertolini, Giovanni Ferrari et Luis Monti étaient tous trentenaires).
Cette date charnière dans l'histoire du club, fut également la fin d'un cycle, accentué par le décès survenu du président Edoardo Agnelli le 14 juillet 1935 lors d'un accident d'hydravion à Gênes, revenant d'un week-end d'été de la station balnéaire de Forte dei Marmi. Le décès boucle le cycle légendaire du Quinquennio d'oro. Raimundo Orsi et Renato Cesarini retournèrent en Argentine, tandis que Giovanni Ferrari rejoindra l'Ambrosiana-Inter et Umberto Caligaris à Brescia.

## Déroulement de la saison

### Résultats en championnat
- Phase aller

| dimanche 30 septembre 1934 1re journée | Brescia | 0 - 2                     | Juventus | Stadio Comunale, Brescia 15h30 Arbitre : Scarpi |
| dimanche 30 septembre 1934 1re journée |         | 66e Borel · 74e Serantoni |          | Stadio Comunale, Brescia 15h30 Arbitre : Scarpi |

| dimanche 7 octobre 1934 2e journée | Juventus                | 2 - 1 | Naples       | Stadio Benito Mussolini, Turin 15h00 Arbitre : Mastellari |
| dimanche 7 octobre 1934 2e journée | Borel 60e · Ferrari 82e |       | 10e Ferraris | Stadio Benito Mussolini, Turin 15h00 Arbitre : Mastellari |

| dimanche 14 octobre 1934 3e journée | Sampierdarenese | 0 - 1       | Juventus | Stadio del Littorio, Gênes 15h00 Arbitre : Barlassina |
| dimanche 14 octobre 1934 3e journée |                 | 50e Ferrari |          | Stadio del Littorio, Gênes 15h00 Arbitre : Barlassina |

| dimanche 21 octobre 1934 4e journée | Juventus  | 1 - 1 | Torino   | Stadio Benito Mussolini, Turin 15h00 Arbitre : Scorzoni |
| dimanche 21 octobre 1934 4e journée | Borel 53e |       | 6e Baldi | Stadio Benito Mussolini, Turin 15h00 Arbitre : Scorzoni |

| dimanche 4 novembre 1934 5e journée | Lazio                                                       | 5 - 3 | Juventus                         | Stadio Nazionale del P.N.F., Rome 14h30 Arbitre : Turbiani |
| dimanche 4 novembre 1934 5e journée | Piola 37e 77e · Fantoni I 39e · De Maria 50e · Levratto 74e |       | 16e Cesarini · 81e 89e Serantoni | Stadio Nazionale del P.N.F., Rome 14h30 Arbitre : Turbiani |

| dimanche 18 novembre 1934 6e journée | Juventus    | 1 - 0 | Ambrosiana-Inter | Stadio Benito Mussolini, Turin 14h30 Arbitre : Ciamberlini |
| dimanche 18 novembre 1934 6e journée | Ferrari 69e |       |                  | Stadio Benito Mussolini, Turin 14h30 Arbitre : Ciamberlini |

| dimanche 25 novembre 1934 7e journée | Livourne   | 1 - 2 | Juventus                  | Stadio Edda Ciano Mussolini, Livourne 14h30 Arbitre : Levrero |
| dimanche 25 novembre 1934 7e journée | Busoni 13e |       | 68e Serantoni · 87e Borel | Stadio Edda Ciano Mussolini, Livourne 14h30 Arbitre : Levrero |

| dimanche 2 décembre 1934 8e journée | Juventus | 0 - 0 | Triestina | Stadio Benito Mussolini, Turin 14h30 Arbitre : Caironi |
| dimanche 2 décembre 1934 8e journée |          |       |           | Stadio Benito Mussolini, Turin 14h30 Arbitre : Caironi |

| dimanche 16 décembre 1934 9e journée | Bologne                    | 2 - 0 | Juventus | Stadio Littoriale, Bologne 14h30 Arbitre : Barlassina |
| dimanche 16 décembre 1934 9e journée | Schiavio 11e · Fedullo 14e |       |          | Stadio Littoriale, Bologne 14h30 Arbitre : Barlassina |

| dimanche 23 décembre 1934 10e journée | Juventus                                    | 4 - 1 | Alexandrie   | Stadio Benito Mussolini, Turin 14h30 Arbitre : Dattilo |
| dimanche 23 décembre 1934 10e journée | Borel 6e · Cesarini 46e 71e · Serantoni 59e |       | 28e Riccardi | Stadio Benito Mussolini, Turin 14h30 Arbitre : Dattilo |

| dimanche 6 janvier 1935 11e journée | Palerme | 0 - 0 | Juventus | Stadio Littorio, Bologne 14h30 Arbitre : Scorzoni |
| dimanche 6 janvier 1935 11e journée |         |       |          | Stadio Littorio, Bologne 14h30 Arbitre : Scorzoni |

| dimanche 13 janvier 1935 12e journée | Roma           | 1 - 2 | Juventus      | Campo Testaccio, Rome 14h30 Arbitre : Ciamberlini |
| dimanche 13 janvier 1935 12e journée | Scaramelli 30e |       | 59e 83e Borel | Campo Testaccio, Rome 14h30 Arbitre : Ciamberlini |

| dimanche 20 janvier 1935 13e journée | Juventus  | 1 - 0 | Milan | Stadio Benito Mussolini, Turin 14h30 Arbitre : Scotto |
| dimanche 20 janvier 1935 13e journée | Borel 37e |       |       | Stadio Benito Mussolini, Turin 14h30 Arbitre : Scotto |

| dimanche 27 janvier 1935 14e journée | Pro Vercelli | 0 - 1    | Juventus | Stadio Leonida Robbiano, Verceil 14h30 Arbitre : Gianelli |
| dimanche 27 janvier 1935 14e journée |              | 65e Orsi |          | Stadio Leonida Robbiano, Verceil 14h30 Arbitre : Gianelli |

| dimanche 3 février 1935 15e journée | Juventus | 0 - 0 | Fiorentina | Stadio Benito Mussolini, Turin 14h30 Arbitre : Scorzoni |
| dimanche 3 février 1935 15e journée |          |       |            | Stadio Benito Mussolini, Turin 14h30 Arbitre : Scorzoni |

- Phase retour

| dimanche 10 février 1935 16e journée | Juventus | 0 - 0 | Brescia | Stadio Benito Mussolini, Turin 14h30 Arbitre : Barlassina |
| dimanche 10 février 1935 16e journée |          |       |         | Stadio Benito Mussolini, Turin 14h30 Arbitre : Barlassina |

| dimanche 24 février 1935 17e journée | Naples | 0 - 0 | Juventus | Stadio Partenopeo, Naples 15h00 Arbitre : Scarpi |
| dimanche 24 février 1935 17e journée |        |       |          | Stadio Partenopeo, Naples 15h00 Arbitre : Scarpi |

| dimanche 3 mars 1935 18e journée | Juventus                               | 4 - 0 | Sampierdarenese | Stadio Benito Mussolini, Turin 15h00 Arbitre : Pasinato |
| dimanche 3 mars 1935 18e journée | Borel 4e 56e · Orsi 55e · Cesarini 60e |       |                 | Stadio Benito Mussolini, Turin 15h00 Arbitre : Pasinato |

| dimanche 10 mars 1935 19e journée | Torino | 1 - 3 | Juventus                                | Stadio Filadelfia, Turin 15h00 Arbitre : Gianelli |
| dimanche 10 mars 1935 19e journée | Bo 81e |       | 72e Borel · 77e Monti · 78e (pen.) Orsi | Stadio Filadelfia, Turin 15h00 Arbitre : Gianelli |

| dimanche 17 mars 1935 20e journée | Juventus                                                          | 6 - 1 | Lazio           | Stadio Benito Mussolini, Turin 15h00 Arbitre : Levrero |
| dimanche 17 mars 1935 20e journée | Ferrari 10e 22e 44e · Orsi 62e · Depetrini 72e · Borel 82e (pen.) |       | 55e Fantoni III | Stadio Benito Mussolini, Turin 15h00 Arbitre : Levrero |

| dimanche 31 mars 1935 21e journée | Ambrosiana-Inter | 0 - 0 | Juventus | Stadio San Siro, Milan 15h00 Arbitre : Scorzoni |
| dimanche 31 mars 1935 21e journée |                  |       |          | Stadio San Siro, Milan 15h00 Arbitre : Scorzoni |

| dimanche 7 avril 1935 22e journée | Juventus            | 2 - 1 | Livourne   | Stadio Benito Mussolini, Turin 15h00 Arbitre : Bertone |
| dimanche 7 avril 1935 22e journée | Varglien II 72e 88e |       | 90e Busoni | Stadio Benito Mussolini, Turin 15h00 Arbitre : Bertone |

| dimanche 14 avril 1935 23e journée | Triestina              | 2 - 1 | Juventus  | Stadio Littorio, Trieste 15h30 Arbitre : Scarpi |
| dimanche 14 avril 1935 23e journée | Mian 2e · Colaussi 75e |       | 26e Monti | Stadio Littorio, Trieste 15h30 Arbitre : Scarpi |

| dimanche 21 avril 1935 24e journée | Juventus        | 1 - 0 | Bologne | Stadio Benito Mussolini, Turin 15h30 Arbitre : Bevilacqua |
| dimanche 21 avril 1935 24e journée | Varglien II 79e |       |         | Stadio Benito Mussolini, Turin 15h30 Arbitre : Bevilacqua |

| dimanche 28 avril 1935 25e journée | Alexandrie | 0 - 0 | Juventus | Stadio del Littorio, Alexandrie 15h30 Arbitre : Gianelli |
| dimanche 28 avril 1935 25e journée |            |       |          | Stadio del Littorio, Alexandrie 15h30 Arbitre : Gianelli |

| dimanche 5 mai 1935 26e journée | Juventus                      | 2 - 1 | Palerme      | Stadio Benito Mussolini, Turin 15h30 Arbitre : Mastellari |
| dimanche 5 mai 1935 26e journée | Varglien II 9e · Cesarini 89e |       | 4e Blasevich | Stadio Benito Mussolini, Turin 15h30 Arbitre : Mastellari |

| dimanche 12 mai 1935 27e journée | Juventus      | 2 - 1 | Roma       | Stadio Benito Mussolini, Turin 15h30 Arbitre : Scotto |
| dimanche 12 mai 1935 27e journée | Borel 28e 69e |       | 81e Bodini | Stadio Benito Mussolini, Turin 15h30 Arbitre : Scotto |

| dimanche 19 mai 1935 28e journée | Milan                       | 3 - 0 | Juventus | Stadio San Siro, Milan 15h30 Arbitre : Levrero |
| dimanche 19 mai 1935 28e journée | Arcari 15e 66e · Romani 69e |       |          | Stadio San Siro, Milan 15h30 Arbitre : Levrero |

| dimanche 26 mai 1935 29e journée | Juventus                      | 3 - 0 | Pro Vercelli | Stadio Benito Mussolini, Turin 15h30 Arbitre : Zelocchi |
| dimanche 26 mai 1935 29e journée | Bertolini 49e 54e · Diena 64e |       |              | Stadio Benito Mussolini, Turin 15h30 Arbitre : Zelocchi |

| dimanche 2 juin 1935 30e journée | Fiorentina | 0 - 1       | Juventus | Stadio Giovanni Berta, Florence 15h30 Arbitre : Scarpi |
| dimanche 2 juin 1935 30e journée |            | 81e Ferrari |          | Stadio Giovanni Berta, Florence 15h30 Arbitre : Scarpi |

#### Classement
|  |    | Classement final 1934-1935 | Pts | MJ | V  | N  | D | BP | BC | Dif |
|  | -- | -------------------------- | --- | -- | -- | -- | - | -- | -- | --- |
|  | 1. | Juventus                   | 44  | 30 | 18 | 8  | 4 | 45 | 22 | +23 |
|  | 2. | Ambrosiana-Inter           | 42  | 30 | 15 | 12 | 3 | 58 | 24 | +34 |
|  | 3. | Fiorentina                 | 39  | 30 | 15 | 9  | 6 | 39 | 23 | +16 |

| 7e titre La Juventus championne d'Italie de Serie A de 1934-1935 |

### Résultats en coupe d'Europe centrale
- 8e-de-finale

| dimanche 16 juin 1935 Match aller | Viktoria Plzeň                 | 3 - 3 | Juventus                    | Plzeň 18h20 Arbitre : Iváncsics |
| dimanche 16 juin 1935 Match aller | Bina 19e · Biro 36e · Hess 60e |       | 24e 61e Borel · 33e Ferrari | Plzeň 18h20 Arbitre : Iváncsics |

| dimanche 23 juin 1935 Match retour | Juventus                                   | 5 - 1 | Viktoria Plzeň | Stadio Benito Mussolini, Turin Arbitre : Miesz |
| dimanche 23 juin 1935 Match retour | Ferrari 6e 86e · Borel 25e 77e · Diena 39e |       | Bina 70e       | Stadio Benito Mussolini, Turin Arbitre : Miesz |

- Quarts-de-finale

| dimanche 30 juin 1935 Match aller | Hungária          | 1 - 3 | Juventus                              | Budapest 18h00 Arbitre : Beranek |
| dimanche 30 juin 1935 Match aller | Müller 75e (pen.) |       | Ferrari 50e · Gabetto 75e · Diena 77e | Budapest 18h00 Arbitre : Beranek |

| samedi 6 juillet 1935 Match retour | Juventus    | 1 - 1 | Hungária   | Stadio Benito Mussolini, Turin 18h00 Arbitre : Bizik |
| samedi 6 juillet 1935 Match retour | Ferrari 14e |       | Titkos 47e | Stadio Benito Mussolini, Turin 18h00 Arbitre : Bizik |

- Demi-finale

| mardi 16 juillet 1935 Match aller | Sparta Prague                     | 2 - 0 | Juventus | Stadion Letná, Prague 18h15 Arbitre : Beranek |
| mardi 16 juillet 1935 Match aller | Faczinek 42e · Zajíček 68e (pen.) |       |          | Stadion Letná, Prague 18h15 Arbitre : Beranek |

| dimanche 21 juillet 1935 Match retour | Juventus                     | 3 - 1 | Sparta Prague | Stadio Benito Mussolini, Turin Arbitre : Iváncsics |
| dimanche 21 juillet 1935 Match retour | Prendato 1re · Borel 53e 87e |       | 57e Nejedlý   | Stadio Benito Mussolini, Turin Arbitre : Iváncsics |

| dimanche 28 juillet 1935 Match de barrage | Juventus        | 1 - 5 | Sparta Prague                                                 | Nordsten Stadion, Bâle Arbitre : Fogg |
| dimanche 28 juillet 1935 Match de barrage | Foni 75e (pen.) |       | 19e 90e Zajíček · 36e (csc) Monti · 37e Faczinek · 84e Braine | Nordsten Stadion, Bâle Arbitre : Fogg |

### Matchs amicaux
| dimanche 23 septembre 1934 | Genoa          | 1 - 2 | Juventus         |  |
| dimanche 23 septembre 1934 | Buteur inconnu |       | Buteurs inconnus |  |

| jeudi 10 janvier 1935 | Messine          | 2 - 5 | Juventus         |  |
| jeudi 10 janvier 1935 | Buteurs inconnus |       | Buteurs inconnus |  |

| mardi 5 mars 1935 | Sélection parisienne | 3 - 3 | Juventus         |  |
| mardi 5 mars 1935 | Buteurs inconnus     |       | Buteurs inconnus |  |

| lundi 10 juin 1935 | Grasshoppers Zurich | 1 - 2 | Juventus         |  |
| lundi 10 juin 1935 | Buteur inconnu      |       | Buteurs inconnus |  |

#### Coppa Pettinatura Lane
| lundi 9 septembre 1934 | Pro Vercelli | 0 - 2            | Juventus |  |
| lundi 9 septembre 1934 |              | Buteurs inconnus |          |  |

#### Trofeo Medaglia d'oro Caimi
| lundi 16 septembre 1934 | Ambrosiana-Inter             | 3 - 4 | Juventus                     | Arena Civica, Milan 15 000 spectateurs Arbitre : Bevilacqua |
| lundi 16 septembre 1934 | Meazza 50e 72e · Mazzoni 77e |       | 23e 87e Borel · 80e 83e Orsi | Arena Civica, Milan 15 000 spectateurs Arbitre : Bevilacqua |

## Effectif du club
Effectif des joueurs du Foot-Ball Club Juventus lors de la saison 1934-1935.

## Buteurs
Voici ici les buteurs du Foot-Ball Club Juventus toute compétitions confondues.
| 20 buts - Felice Borel 12 buts - Giovanni Ferrari 5 buts - Renato Cesarini - Pietro Serantoni 4 buts - Raimundo Orsi - Giovanni Varglien | 3 buts - Armando Diena 2 buts - Luigi Bertolini - Luis Monti 1 but - Teobaldo Depetrini - Alfredo Foni - Guglielmo Gabetto - Gastone Prendato |